# حمام باغ لله
حمام باغ لله (بالفارسية: حمام باغ لله) هو حمام تاريخي يعود إلى القاجاريون، ويقع في كرمان.